# 新埔怒潮亭
24°49′37″N 121°04′03″E / 24.827035953853198°N 121.06755593572784°E
新埔怒潮亭，是位於臺灣新竹縣新埔鎮田新里、新埔大橋頭、市道118號旁的涼亭，與中華民國將軍胡璉在該鎮設立軍校時相關，今列新竹縣歷史建築。

## 由來
1949年10月1日，胡璉帶著第十二兵團與嘉應五屬客家籍學生，搭乘海辰輪到臺灣，然後在新埔鎮長潘錦河、關西客家士紳吳錦來安排來到新埔，以新埔廣和宮為中心設立十二兵團軍事政治幹部學校。學校又名「怒潮軍政學校」，是取自黃埔軍校校歌首句「怒潮澎湃」。原先屬於廣東九區幹校的賴偉炎等學生也來到新埔，並與怒潮政校合併上課。那時位於新埔鳳山溪畔新埔大橋頭有一座日本人留下的涼亭，由胡璉下令修亭並親題「怒潮亭」。學員時常從關西石光跑到此亭，並在溪畔洗澡與洗衣後到亭內休息。
1950年9月，學校遷往金門縣金城鎮，不久便併入鳳山陸軍官校。怒潮亭被人所佔多年，直到1960年代因土地未為產權登記，而由鎮公所擁有。

## 保留
蔡文正任鎮長時，儘管民眾以怒潮軍政學校校長是柯遠芬而反對，蔡文正依然決定重修亭子。1992年，亭子重修。1996年9月19日，昔日的怒潮學生來函對蔡文正表示感謝，並表示將在28日教師節當天來此亭舉行紀念活動與立碑文。至范曰富任鎮長時，1998年5月7日，新埔田新里社區發展協會呂學維等人在國大代表江順裕陪同下，來鎮公所請求拆除四十多坪的怒潮亭以興建活動中心。2000年3月22日，為配合高鐵新竹站周邊，將新埔大橋到竹北市的市道118號開始進行拓寬，路邊建築也都開始進行配合拆建工作。至賴江海任鎮長時，本計畫將亭子列入徵收地段以賺得新台幣八百萬元，結果受到怒潮校友梁懷茂、鄧克榮請願，最後讓步。
在梁懷茂、鄧俊豪與新竹縣政府文化局長蔡榮光共同協商後，怒潮亭列入新竹縣文化資產，以公有的方式保存。可是，昔日怒潮學校師生集資興建的精神堡壘碑，因和怒潮亭地點分散等原因，文化局未同時納入保護。2015年11月22日，怒潮校友會在此亭舉行胡璉第107歲誕辰紀念活動，由鄧克榮之子鄧俊豪代替已去世的父親，為怒潮亭碑林揭碑。

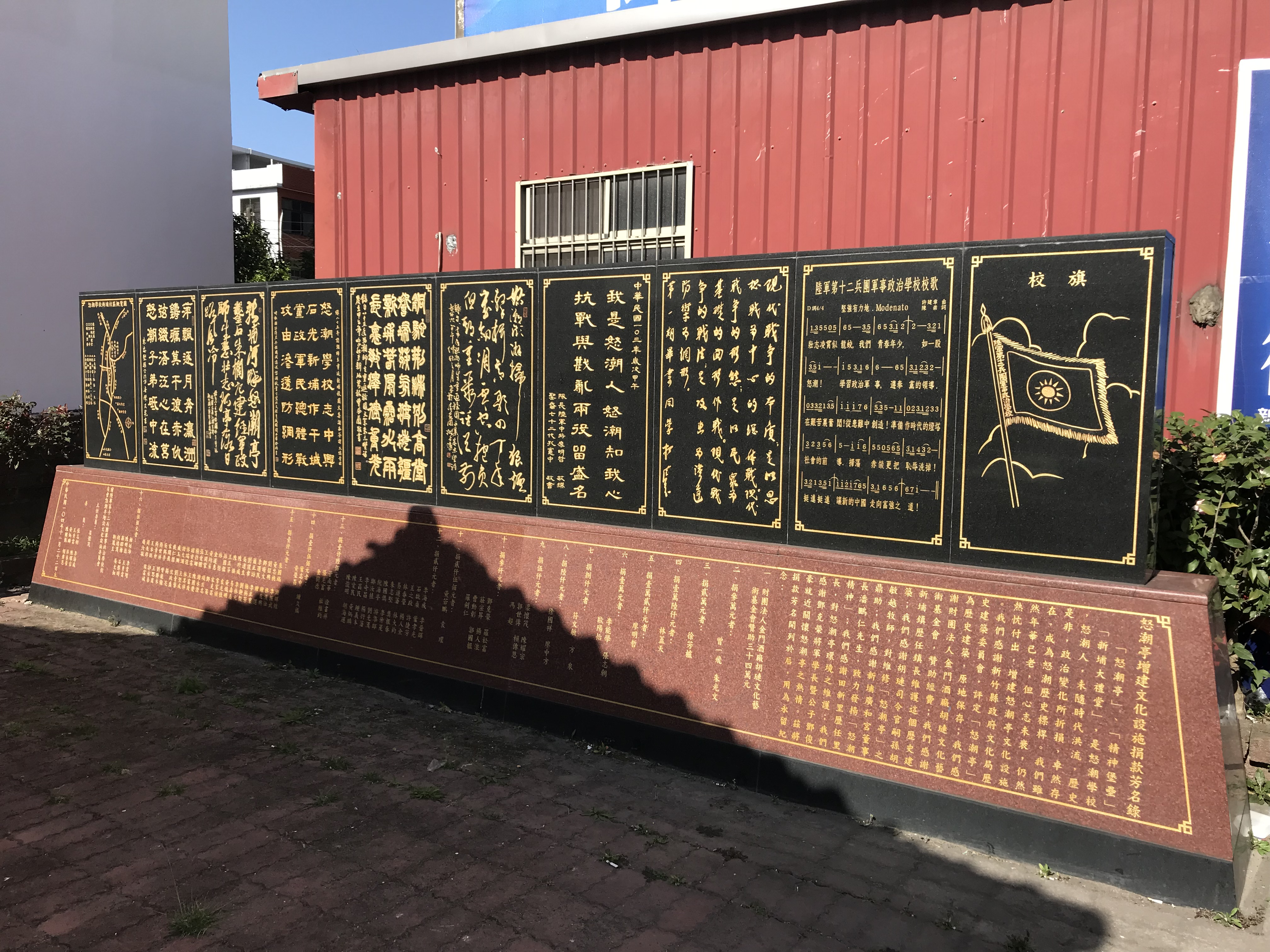
怒潮亭紀念碑